# Lycosa signata
Lycosa signata är en spindelart som beskrevs av Lenz 1886. Lycosa signata ingår i släktet Lycosa och familjen vargspindlar.
Artens utbredningsområde är Madagaskar. Inga underarter finns listade i Catalogue of Life.